# 金俊
金 俊（キム・ジュン、? - 至元5年12月21日（1269年1月24日））は、高麗の武臣・権臣である。元々の名前は金仁俊で、武臣政権の第9代執権者であった。

## 生涯
崔忠献（チェ・チュンホン）の家奴だった金允成の子として生まれた。崔瑀（チェ・ウ）に推薦され、崔沆に仕え、殿前承旨などに命された。
高宗44年（1257年）、崔沆が死ぬと、子の崔竩（チェ・ウィ）が務める執権に不満を抱き、高宗45年（1258年）3月、林衍（イム・ヨン）・柳璥・崔昷らと共に三別抄を使って崔竩を暗殺した。
崔氏政権を打倒して王権を回復させた功労により、正四品の将軍として衛社功臣の称号が与えられた。元宗元年（1260年）、衛社功臣の序列を改正し、柳璥を第5位に退けて、代わりに金俊を第1位に押し上げ、枢密院副使となった。元宗5年（1264年）、教定別監に任命され、国家の非違の糾察と国使観察を担当した。続いて門下侍中になり「海陽侯」に奉じられて、かつての崔忠献になぞらえて権勢をふるった。
元宗9年12月（1269年1月）、国王の親モンゴル政策に反対したため、側近の林衍に暗殺された。

## 家族
- 父親：金允成（朝鮮語版）
  - 兄弟：金沖（?-1269年）
  - 兄弟：金承俊（?-?）- 金沖の改名前の名前との説もある。
  - 夫人：未詳
    - 息子：金用材（?-1269年）- 後に金主に改名する。
    - 息子：金碩材（?-1263年?）- 戊午政変後に死亡したと推定される。
    - 息子：金大材（?-1269年）

  - 愛人：未詳
    - 息子：金皚（?-1269年）
    - 息子：金棋（?-1269年）
    - 息子：金靖（?-1269年）

## 文化に見られる金俊
- 『武神』（文化放送、2012年-2012年、俳優：キム・ジュヒョク）、（大蔵経1000年特別企画ドラマ）